# Électroencéphalographie

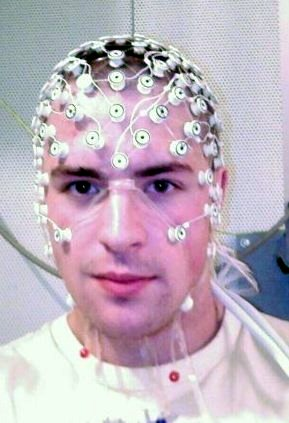
Casque à électrodes pour EEG.

Pour les articles homonymes, voir EEG.
L'électroencéphalographie (EEG) est une méthode d'exploration cérébrale qui mesure l'activité électrique du cerveau par des électrodes placées sur le cuir chevelu souvent représentée sous la forme d'un tracé appelé électroencéphalogramme. Comparable à l'électrocardiogramme qui permet d'étudier le fonctionnement du cœur, l'EEG est un examen indolore et non invasif qui renseigne sur l'activité neurophysiologique du cerveau au cours du temps et en particulier du cortex cérébral soit dans un but diagnostique en neurologie, soit dans la recherche en neurosciences cognitives. Le signal électrique à l'origine de l'EEG est la résultante de la sommation des potentiels post-synaptiques synchrones issus d'un grand nombre de neurones. On parle aussi d'électroencéphalographie intracrânienne (iEEG), sous-durale ou stéréotaxique (sEEG) pour désigner des mesures de l'activité électrique du cerveau effectuées à partir d'électrodes implantées sous la surface du crâne, soit à la surface soit en profondeur du tissu cérébral.

## Historique
L’invention de l’électroencéphalographie est généralement attribuée au scientifique et médecin britannique Richard Caton en 1875. En 1920, le neurologue allemand Hans Berger fut le premier à amplifier le signal électrique de l’activité neuronale et à décrire les tracés en forme de vague. Il est également le premier à décrire le tracé des ondes alpha et bêta10. Aujourd’hui, on connaît 5 types d’ondes cérébrales : delta, thêta, alpha, bêta et gamma. C'est William Grey Walter qui a découvert les rythmes delta du sommeil à ondes lentes et le rythme thêta présent dans le sommeil paradoxal. Les travaux de Hans Berger furent repris et complétés par le britannique Edgar Douglas Adrian, qui obtint en 1932 le Prix Nobel de physiologie.
Ce n’est que depuis 1950 que la technique de l’EEG est couramment utilisée dans le domaine scientifique et dans la quantification sur ordinateur par électroencéphalographie quantitative et en Imagerie cérébrale électrophysiologique. Elle offre une bonne résolution temporelle en plus d’être peu coûteuse et non invasive. Cependant, cette technique possède une faible résolution spatiale et produit un signal qui doit être amplifié. Elle est principalement utilisée pour des examens cliniques afin de détecter certains problèmes neuronaux liés à diverses pathologies et en neurosciences cognitives dans le but de mesurer l’activité cérébrale à la suite d'une tâche donnée. Mis à part une résolution spatiale limitée, une des limites de l’EEG est qu’elle représente l’agglomération de centaines de sources d’activités neuronales différentes. Il est difficile d’isoler les processus neurocognitifs individuels.

## Principe de fonctionnement

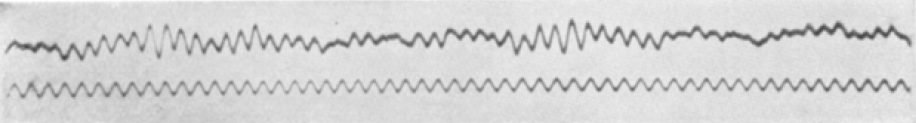
Le premier EEG, enregistré par Hans Berger, publié en 1929.

Étant donné la faiblesse du signal électrique produit par les neurones, il est nécessaire d'amplifier le potentiel électrique mesuré à la surface du cuir chevelu. Historiquement les courbes d'EEG étaient tracées sur des rouleaux de bandes de papier millimétré afin d'être relus ensuite par les médecins neurologues pour y déceler d'éventuels signes. Aujourd'hui, le signal est capté sans contact converti numériquement et traité par ordinateur.

## Examen EEG
On enregistre un électroencéphalogramme standard chez un patient éveillé, en position allongée, détendu ou en position assise. On peut alors étudier l'influence de l'ouverture des yeux par rapport aux yeux fermés, de périodes d'hyperpnée, de la stimulation lumineuse intermittente. Sur un tracé EEG, il est possible d'identifier des activités électriques cérébrales rythmiques. Ces rythmes cérébraux sont classés selon leur fréquence et permettent, par exemple, d'identifier ou de caractériser des états psychologiques en neurosciences fondamentales, ou pathologiques, en neurologie clinique.

### Phénomènes visibles en EEG
On observe deux phénomènes :
- le rythme alpha qui est fait d'ondes régulières de fréquence comprise entre 8 et 12 Hz et d'amplitude comprise entre 25 et 100 µV. Ce rythme est trouvé surtout dans les régions occipitales et un peu dans les zones antérieures ;
- puis, on trouve des rythmes bêta, dits rapides, qui ont une fréquence de 13 à 30 Hz mais d'amplitude réduite (de 5 à 15 µV), dans les régions fronto-rolandiques ;

et les trois paramètres modifiables : 
- l'ouverture des yeux ne conserve que les rythmes rapides ;
- l'hyperpnée est normalement peu active, mais, et surtout, si elle est énergiquement exécutée, elle peut ralentir le tracé et faire apparaître des bouffées d'ondes lentes bilatérales à prédominance antérieure sans signification pathologique précise, notamment si elles sont symétriques ;
- la stimulation lumineuse intermittente provoque sur les aires visuelles, occipitales, des réponses de même fréquence, avec parfois des rythmes harmoniques ou sous-harmoniques.

### Analyse interprétative de l'EEG et principales indications en pratique

Une seconde du signal EEG.

Les résultats d'un EEG, s'ils sont interprétés indépendamment du contexte clinique et des autres examens demandés, n'ont pas de valeur diagnostique intrinsèque. En effet, un tracé normal ne permet pas d'exclure la possibilité d'une épilepsie non détectée. En ce qui concerne l'épilepsie les tracés électroencéphalographiques mettent en évidence certaines figures graphiques tels que les pointes et les pointes ondes qui permettent de s'orienter vers un diagnostic d'épilepsie. L'EEG contribue aussi à apprécier le retentissement du traitement ou à mesurer les effets d'un réajustement thérapeutique.
L'épilepsie constitue sans aucun doute la pathologie la mieux et la plus étudiée par électroencéphalographie. Mais d'autres affections du système nerveux central peuvent nécessiter un électroencéphalogramme comme moyen d'investigation.
Outre l'épilepsie, l'EEG est indiqué dans : 
- le diagnostic d'un état de mort cérébrale (tracé nul) ;
- les troubles de la conscience et de la vigilance (coma, confusion) ;
- les troubles du sommeil ;
- les encéphalites nécrosantes comme la méningoencéphalite herpétique ;
- la maladie de Creutzfeldt-Jakob ;
- le suivi de l'enfant prématuré ;
- les lésions cérébrales (hémorragie cérébrale…) ;
- le diagnostic du délirium post-opératoire.

L'EEG permet de mesurer l'activité cérébrale avec une grande précision temporelle, milliseconde par milliseconde. Elle renseigne donc sur d'éventuelles altérations fonctionnelles dans la dynamique de l'activité neuroélectrique (ralentissement, activité EEG pathologique, organisation « critique » de l'activité…).
Par contre, le potentiel électrique mesuré en EEG est très faible et très diffusé ce qui limite l'information spatiale fournie par l'examen EEG. Il est donc difficile de déterminer quelles sont les structures cérébrales d'où provient le signal EEG qu'il soit normal ou pathologique. Par conséquent, l'EEG est souvent utilisé conjointement avec d’autres techniques d'imagerie cérébrale (TEP, scanner, IRM).
En 2012, des chercheurs de l'université d'Oxford ont montré que l'on pouvait déceler des informations concrètes et personnelles chez une personne en la soumettant à un électroencéphalogramme en même temps qu'à des questions et en faisant défiler des images : l'activité cérébrale spécifique aux cas de reconnaissances d'informations personnelles permet de repérer ces dernières, avec un taux de réussite compris entre 15 % et 40 % au-dessus d'une méthode aléatoire.

## Usage artistique de l'électro-encéphalographie
Grégory Chatonsky a réalisé plusieurs œuvres utilisant l'électro-encéphalographie telles que Suspension de l'attention (2013), Head edit (2011) et Emotional State (2011).
Bastien Didier, fondateur de la start-up Mentalista a créé Mental Garden une installation exposée à la cité des sciences et de l'industrie qui propose de créer une fleur numérique à partir des ondes cérébrales générées par l'évocation d'un souvenir.